# Jett Klyne
Jett Klyne (15 juni 2009) is een Amerikaanse kindacteur. Hij kreeg vooral naamsbekendheid door zijn rollen in The Boy, A Stranger with My Kids, WandaVision en Doctor Strange in the Multiverse of Madness.

## Carrière
Klyne is de zoon van acteur Paul Klyne en actrice Destee Klyne. Hij begon met het spelen in enkele reclamespotjes. Tijdens het filmen van zijn eerste film Heart of Dance was hij vier jaar oud. Later werd hij gecast voor meerdere films en televisieseries.

## Filmografie

### Film
- 2013: Heart of Dance (korte film), als Colby
- 2015: The Boy, als Brahms
- 2017: Devil in the Dark, als Bradley
- 2017: The Humanity Bureau, als Kleine Noah
- 2018: Skyscraper, als Ray's Zoon
- 2019: Z, als Joshua
- 2019: Puppet Killer, als Jonge Jamie
- 2022: Doctor Strange in the Multiverse of Madness, als Tommy Maximoff

### Televisie
- 2017: A Stranger with My Kid, als Rex Clark
- 2018: The X-Files, als Jonge Spender
- 2018: Chilling Adventures of Sabrina, als Jonge Harvey
- 2018: Supergirl, als kind
- 2021: WandaVision, als Tommy Maximoff